# Ротаракт
Ротаракт је почео као омладински програм Ротари клуба 1968. године у Северној Каролини, Сједињеним Америчким Државама. Програм је израстао у велику ротари-спонзорисану организацију са преко 9.000 клубова широм света и више од 200.000 чланова. У питању је ротари организација младих мушкараца и жена узраста од 18-30. Ротаракт се фокусира на развој младих људи као лидера у својим заједницама и на радним местима. Клубови широм света учествују у међународним хуманитарним пројектима и у глобалним напорима да се обезбеди мир и међународно разумевање у свету.
"Ротаракт" је настао спајањем речи "Ротари" и "акција". 
Већина Ротаракт активности је на нивоу клуба. Ротаракт клубови имају званичне састанке, по правилу сваке две недеље. Чланови клуба се окупљају одређеним данима за хуманитарне пројекте или друштвене догађаје.
Циљ Ротаракта је пружање могућности младим мушкарцима и женама да повећају знање и вештине које ће им помоћи у развоју личности, задовољавању физичких и друштвених потреба своје заједнице и помоћи побољшању односа између људи широм света у оквиру пријатељства и услуга.
Како би постали чланови, потенцијални кандидати морају имати од 18 до 30 година, показати да су посвећени Ротаракту и показати да имају добар углед у својој заједници. Након одобрења клуба, нови чланови су прихваћени и постају ротарактери. Клубови обично наплаћују малу годишњу чланарину за покривање трошкова. 

## Програм
Ротаракт спроводи многе хуманитарне програме. Двострука улога Ротаракта је то што млади људи (од 18 до 30 година) и студенти "дају нешто за узврат" заједници.
Многи од ових програма су добротворне акције спроведене у сарадњи са Ротари клубом за хуманитарне организације.

## Ротаракт у Србији
У Србији се овај програм везује за 1994. годину, када је и сам Ротари у Србији почињао. Први српски Ротари клуб, Ротари клуб Београд, није имао званичну чартер церемонију због санкција које су Уједињене нације увеле Србији крајем маја 1992. Касније је Југославија била изузета из дистрикта 1910 и ушла у састав Специјалне зоне ширења Ротарија, где је функцију гувернера дистрикта обављао председнички администратор Јерг Чоп. Он је предложио оснивање Ротаракт клубова на које се санкције нису односиле. Први састанак је одржан 24. децембра 1994. године, а чартер повеља је додељена у марту 1995. године. Од тада почиње развијање Ротаракт клубова у Србији.

### Програми
Београдски Ротаракт Клубови су у јануару 2011. године организовали РЕМ (Rotaract European Меeting) и окупили ротарактовце из 38 земаља. На састанку је било око 600 учесника.